# Bedford (Québec)
Pour les articles homonymes, voir Bedford.
Ne doit pas être confondu avec la municipalité de canton de Bedford.
Bedford (prononciation en français : /bɛdfœʁd/, en anglais : /ˈbɛdfərd/) est une ville située dans la municipalité régionale de comté de Brome-Missisquoi, dans la région administrative de l'Estrie, au Québec, au Canada. Le recensement de 2021 y dénombre 2 558 habitants.

## Géographie
La ville de Bedford est située à 86 km au sud-est de Montréal et à quelques kilomètres de la frontière de l'État du Vermont aux États-Unis. Située dans les basses-terres du St-Laurent, au début de l'élévation menant à la chaîne rocheuse des Appalaches, la rivière aux Brochets coule en son milieu séparant la ville en deux parties, le sud et le nord.

## Toponymie
Ce nom aurait été apporté par les loyalistes qui connaissaient de nombreux Bedford dans les ex-colonies d'où ils provenaient des États-Unis. La ville pourrait également tirer son nom de lord John Russell, 4e duc de Bedford (1710-1771), major général et homme politique anglais, secrétaire d'État (1748-1751) et gouverneur général d'Irlande de 1756 à 1761.

## Histoire
La ville de Bedford, ayant autrefois eu le statut chef-lieu du comté de Missisquoi, est située tout près de la frontière de l’État du Vermont aux États-Unis. Le premier colon à venir s’établir dans la région de Bedford y arriva en 1812 et, dès 1860, le village comptait quelque 400 habitants. La rivière aux Brochets, ayant une grande hydraulique grâce à ses nombreux chutes et rapides, permit à bon nombre d’industries de s’établir sur ses berges.
À la fin du XIXe siècle, le village devint un centre commercial d’envergure. On y trouvait une gare de chemin de fer, des commerces de détail, des bâtiments de la société d’agriculture, le siège du journal Times de Bedford, une succursale de l’Exchange Bank ainsi qu’un bureau du Dominion Telegraph Company. En 1909, la municipalité du canton de Bedford devint une entité autonome en se séparant de la ville de Bedford.
Fait curieux, il n’existe pas de canton portant le nom de Bedford. En fait, la municipalité est située dans le canton de Stanbridge. Encore aujourd’hui, on peut admirer l’église anglicane de la ville, construite en 1834, l’église unie, en 1871 et l’église catholique, érigée en 1910.

## Démographie
| 1991  | 1996  | 2001  | 2006  | 2011  | 2016  | 2021  |
| ----- | ----- | ----- | ----- | ----- | ----- | ----- |
| 2 665 | 2 748 | 2 667 | 2 612 | 2 684 | 2 560 | 2 558 |

Environ le quart de la population est anglophone, des familles étant établies depuis l'arrivée des loyalistes en 1776.

## Administration
Les élections municipales se font en bloc pour le maire et les six conseillers.
| Bedford (ville) Maires depuis 2005                                                                                   |               |         |          |
| Élection | Maire         | Qualité | Résultat |
| 2003 | Claude Dubois |         | Voir     |
| 2005 | Claude Dubois | Voir    |          |
| 2009 | Claude Dubois | Voir    |          |
| 2013 | Yves Lévesque |         | Voir     |
| 2017 | Yves Lévesque | Voir    |          |
| 2021 | Claude Dubois |         | Voir     |
| Élection partielle en italique Depuis 2005, les élections sont simultanées dans toutes les municipalités québécoises |               |         |          |

## Religion
- Paroisse de Saint-Damien-de-Bedford, fondée en 1866.

L'église de Saint-Damien date de 1911 d'après les plans de l'architecte Joseph-Ovide Turgeon. Elle remplace l'église en bois de 1869, incendiée en 1909.

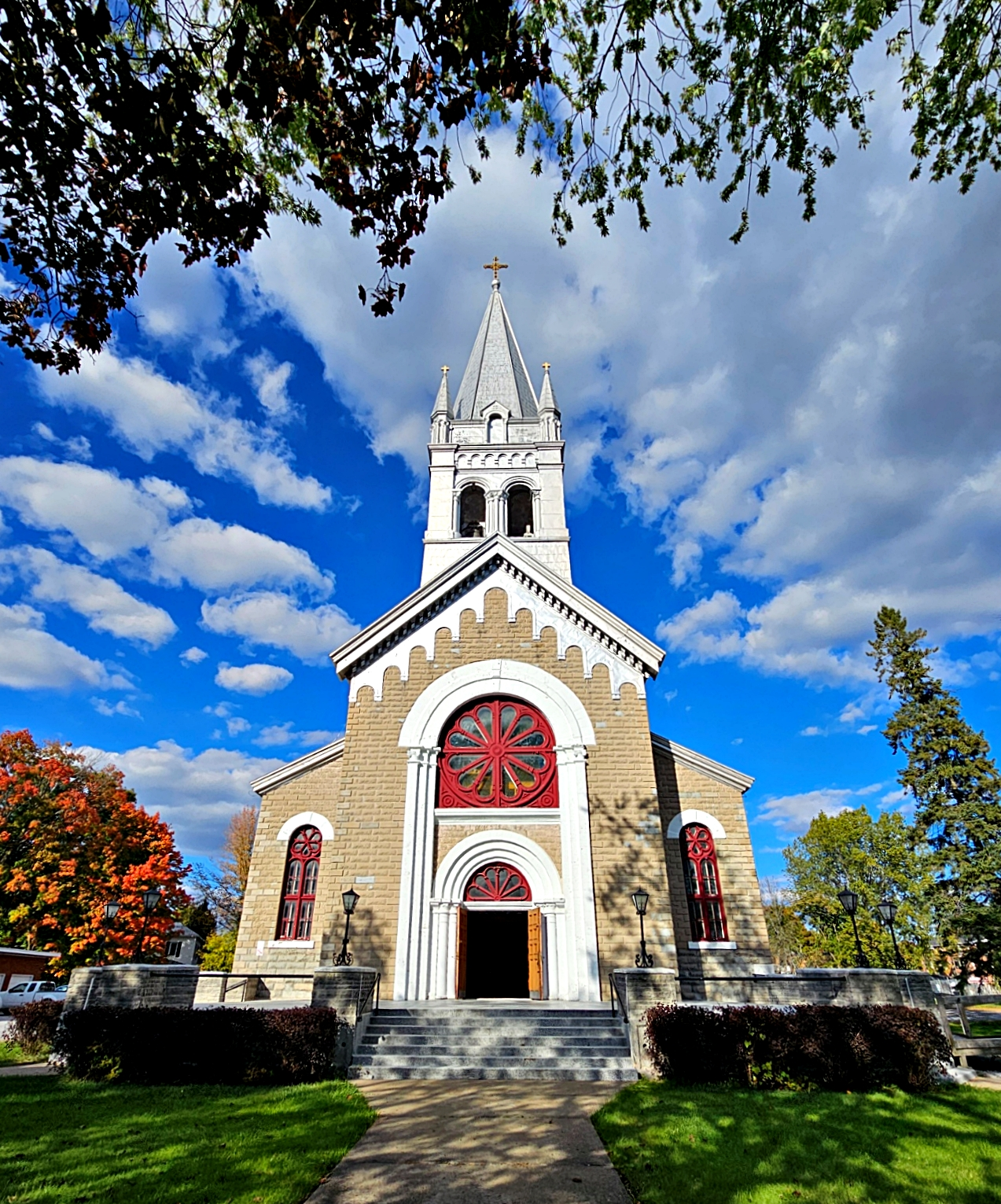
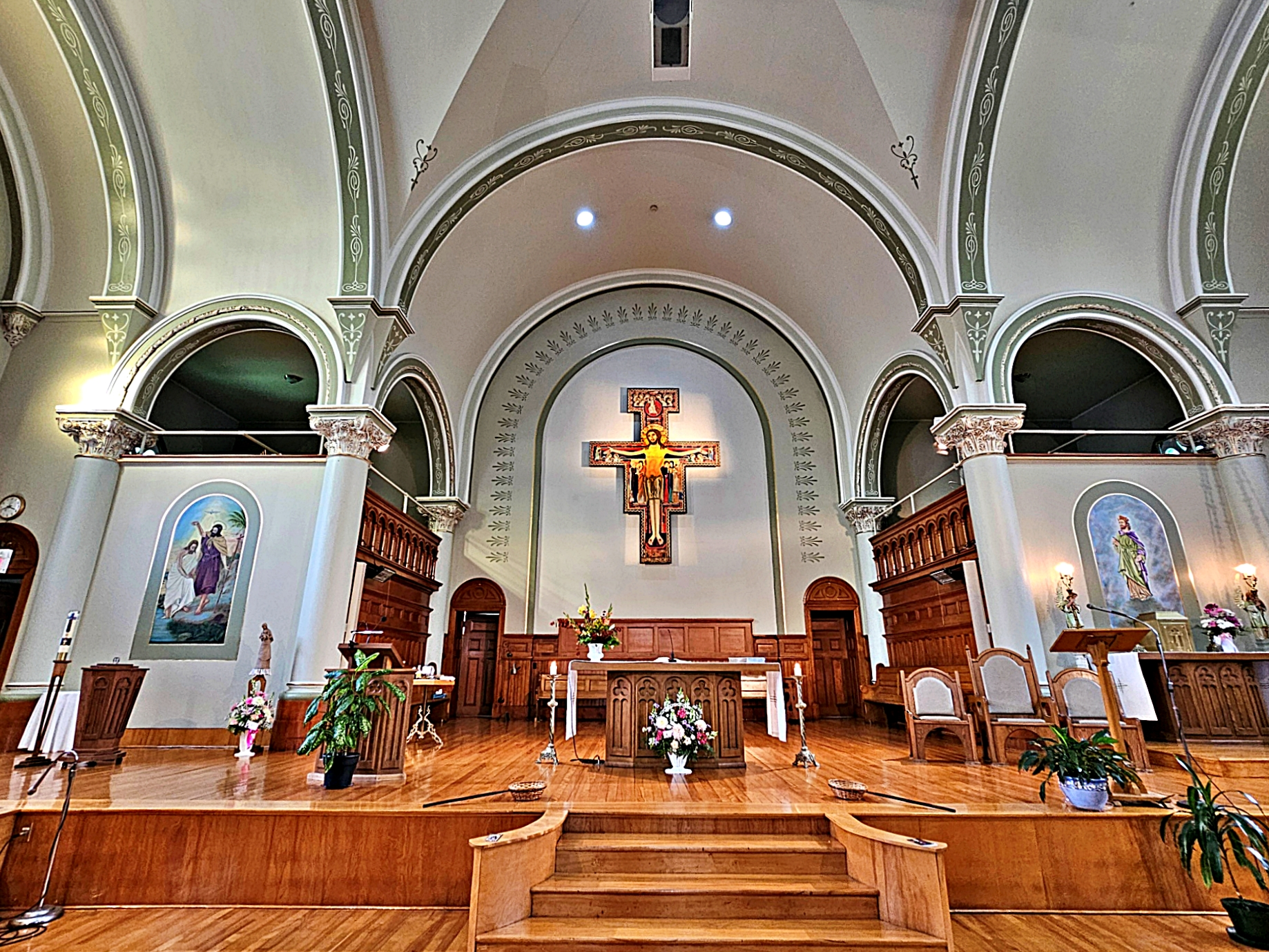
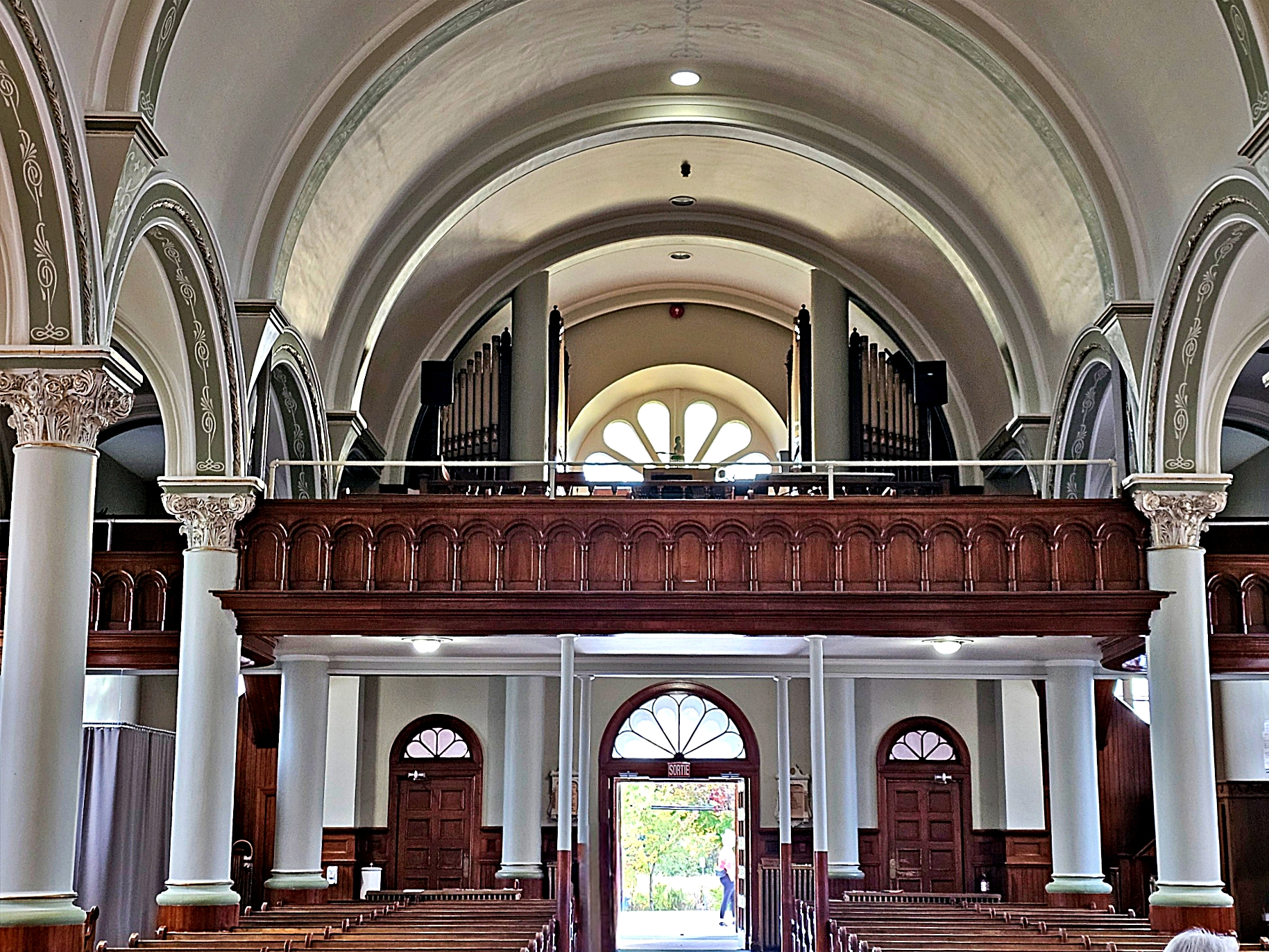

## Éducation
- École secondaire et primaire Monseigneur-Desranleau : 3e à 6e année du primaire et 1re et 2e secondaire
- École primaire Le Premier envol : maternelle à 2e année
- École primaire Buttler (école anglophone)
- Pour les 3e, 4e et 5e années secondaire, les jeunes Bedfordois doivent se rendre à Farnham pour fréquenter l'école Jean-Jacques-Bertrand.

## Attraits

### Exposition agricole
Tous les ans depuis 1828, début août, la ville tient son exposition agricole, l'exposition de Bedford/Bedford Fair, la plus vieille de la sorte au Québec et la 2e plus vieille au Canada. L'exposition a été fondée par des agriculteurs de la région pour défaire certains préjugés à leur endroit. Pendant les 29 premières éditions, l'exposition se déroulait dans un village différent de la région à chaque année. En 1853, elle s'est installée à Bedford pour de bon.
On peut y faire notamment des tours de manèges, voir les animaux de la ferme et manger aux cantines et aux restaurants. On peut également observer des spectacles sous la tente à bière, sans oublier les dégustations des produits du terroir. Bon nombre de marchands ambulants en profitent pour exposer leurs marchandises. Il y a même un tatoueur renommé qui s'y présente chaque année. Mais l'activité la plus courue est sans aucun doute les « tirs de tracteurs ». Plusieurs personnes modifient leur tracteur en prévision de cette activité où les participants doivent tirer un poids sur une remorque. Le derby de démolition de voiture est aussi une des activités très courues des amateurs. L'exposition attire chaque année entre 17 000 et 20 000 visiteurs et s'étend sur environ 3 jours. 
Loisirs et autres attraits 
Au centre sportif, on peut pratiquer le hockey, le curling et le patinage artistique.
L'Autofest est tenu chaque au début de septembre. Plusieurs personnes de diverses municipalités exposent leurs voitures de collection ou leurs voitures modifiées.
Bedford est située sur la route des vins de Brome-Missisquoi et elle offre un marché champêtre toutes les fins de semaine d'été.

## Galerie

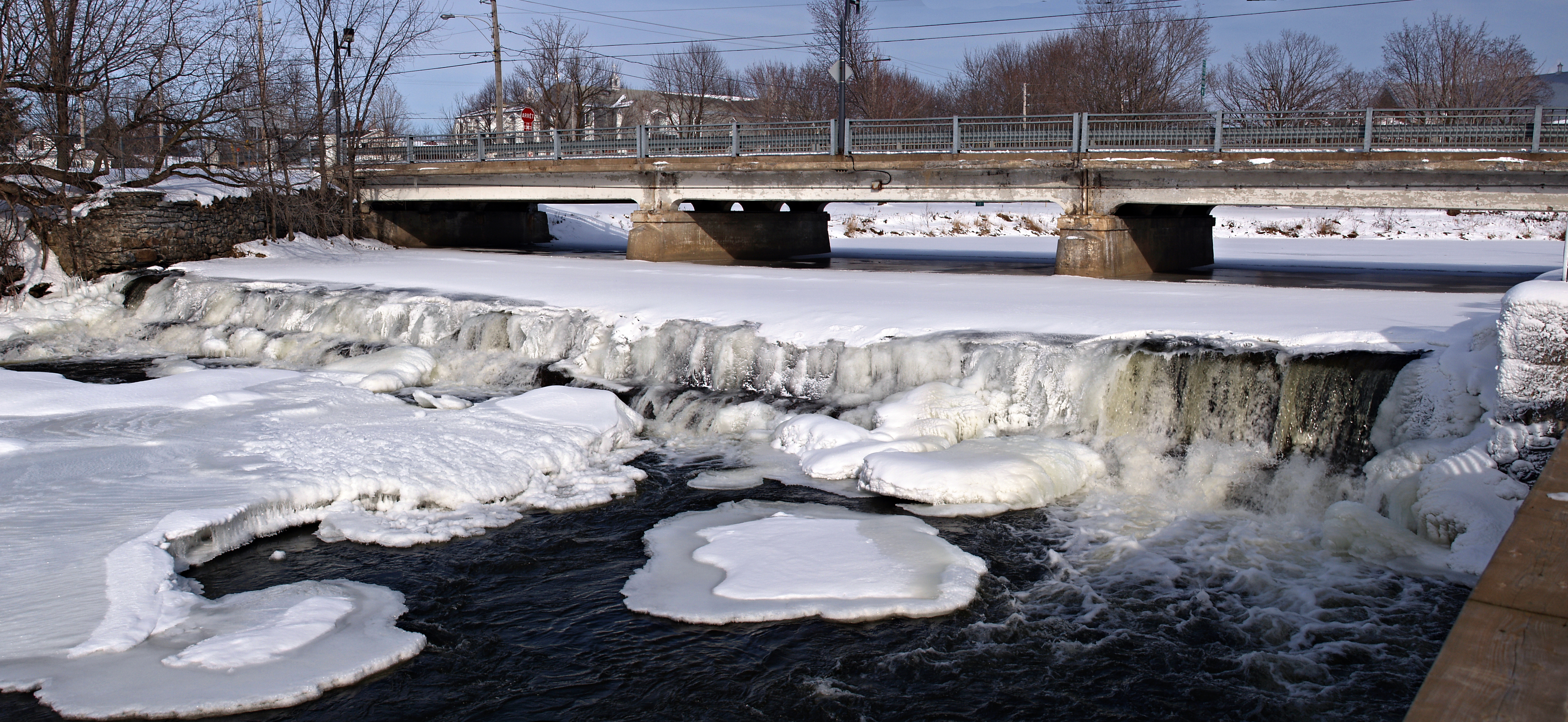
La rivière aux Brochets.
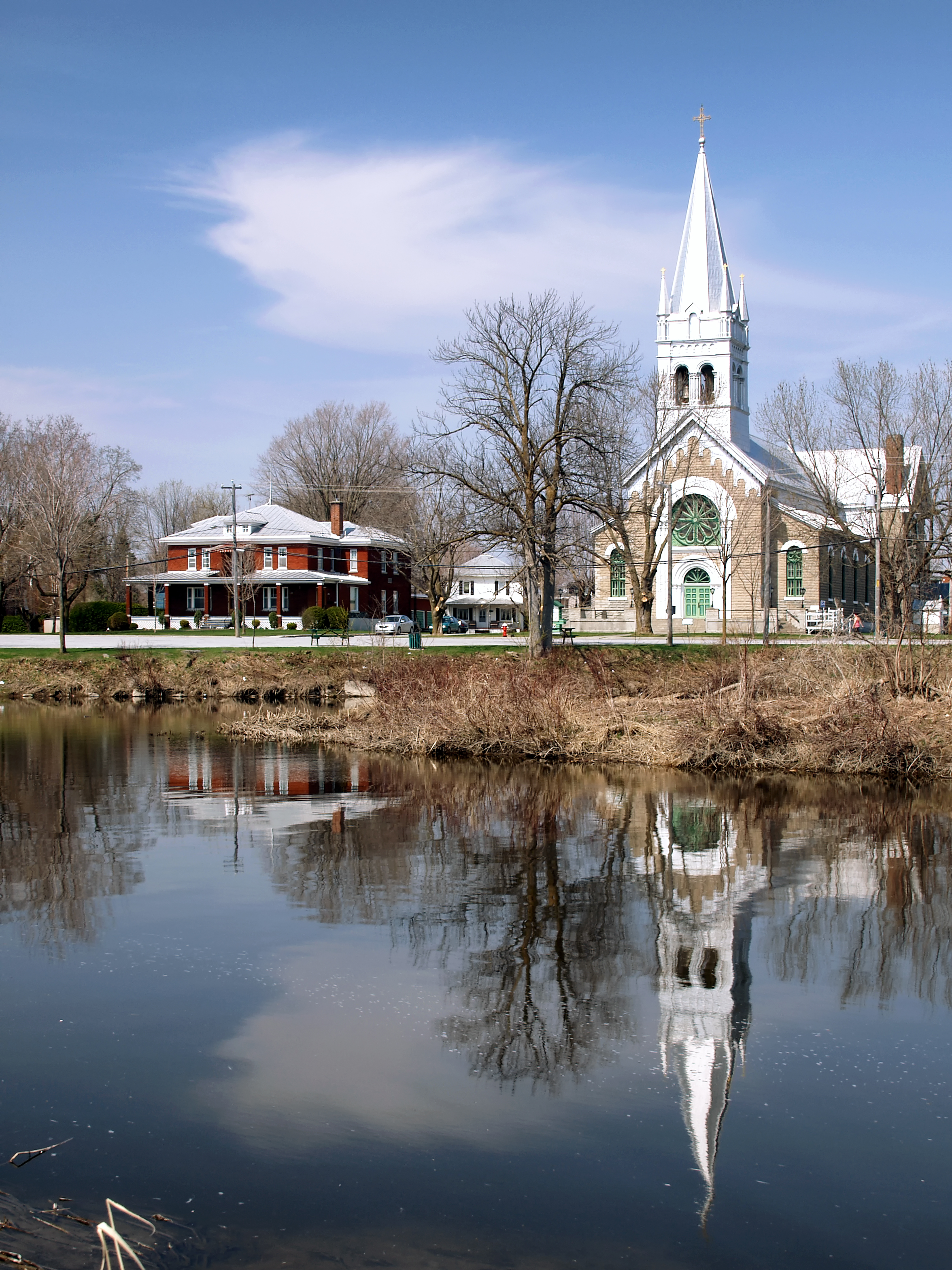
L'église Saint-Damien au bord de la Rivière aux Briochets.
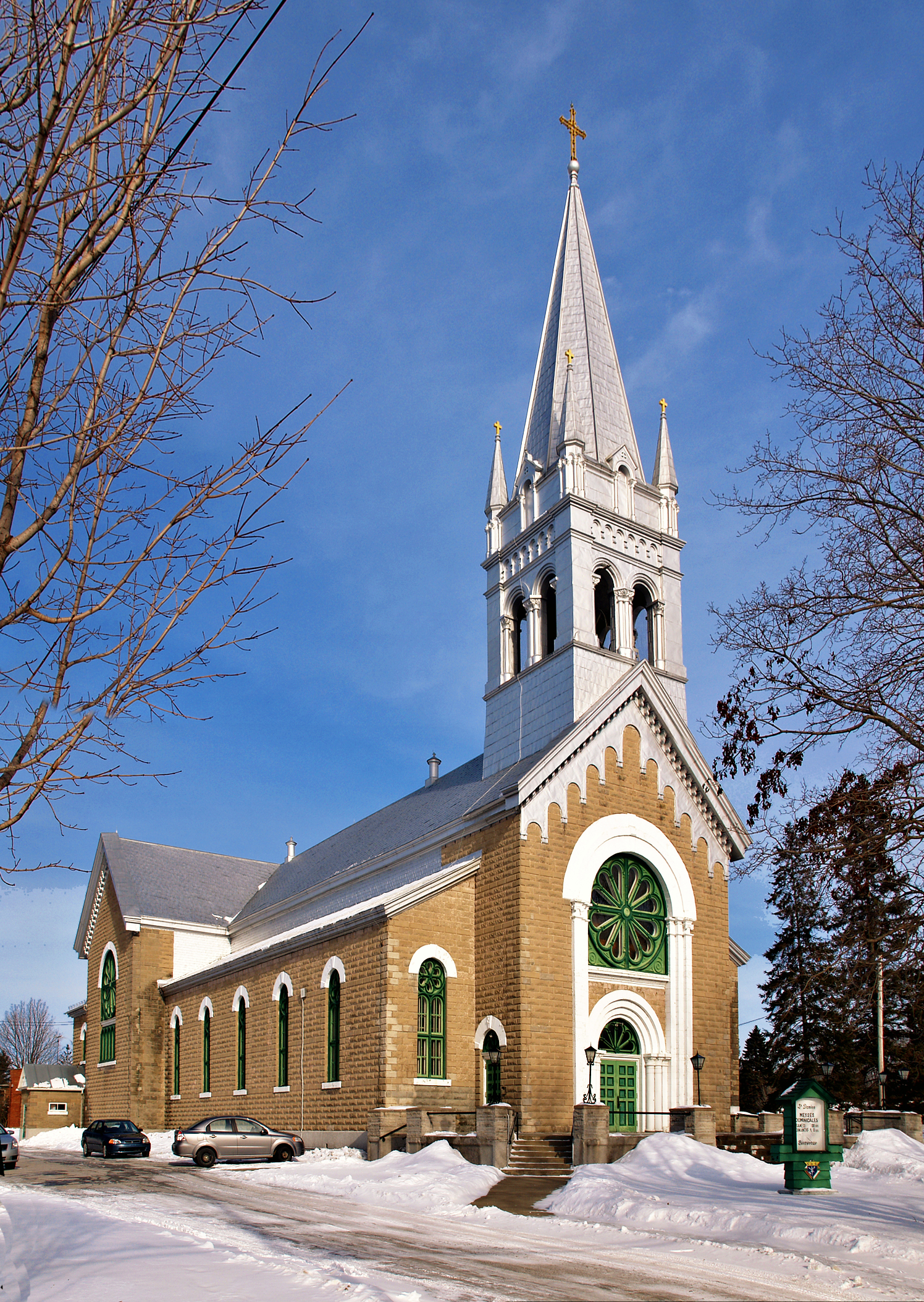
Église Saint-Damien.
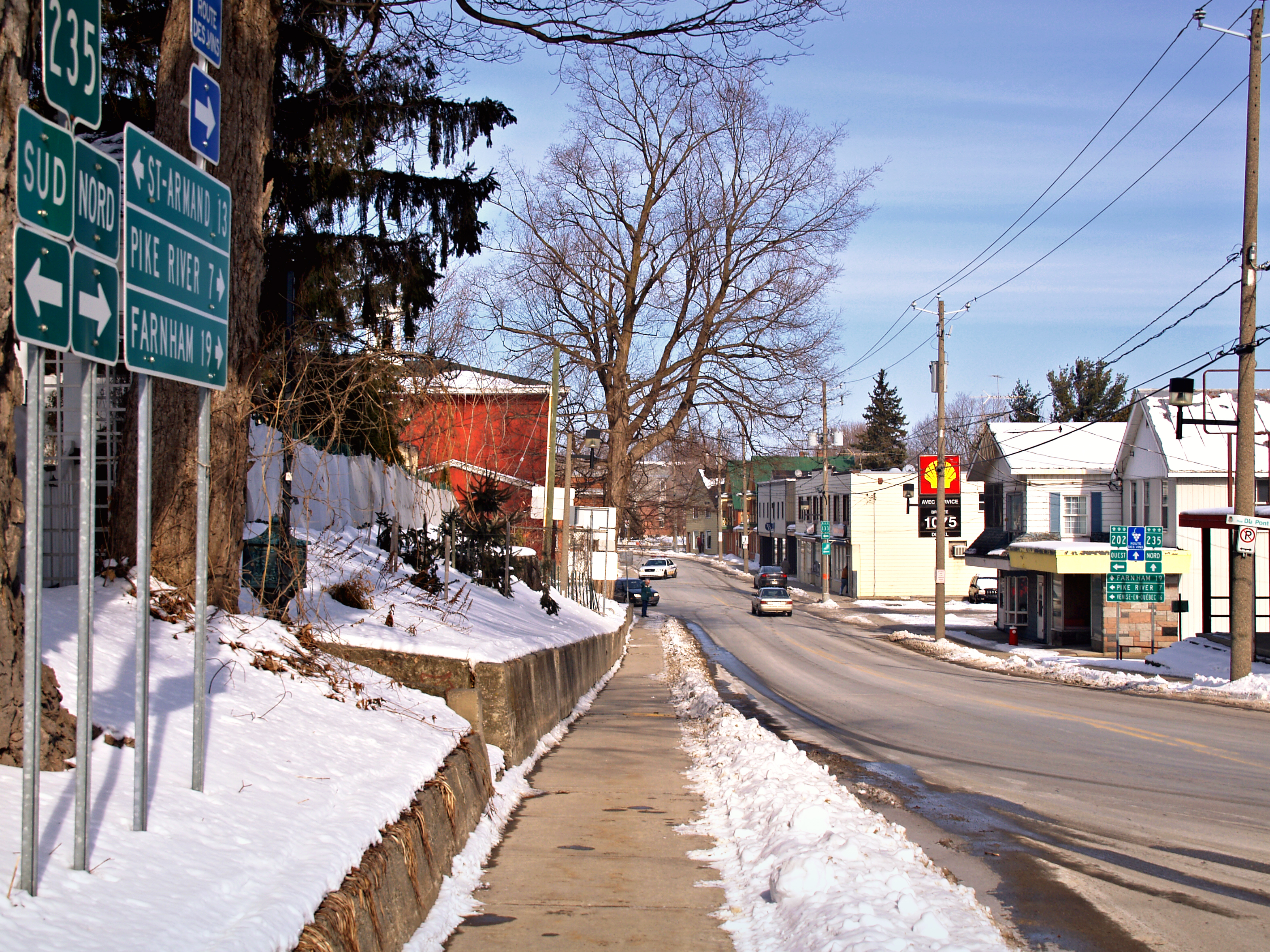
Intersection routes 235 - 202.
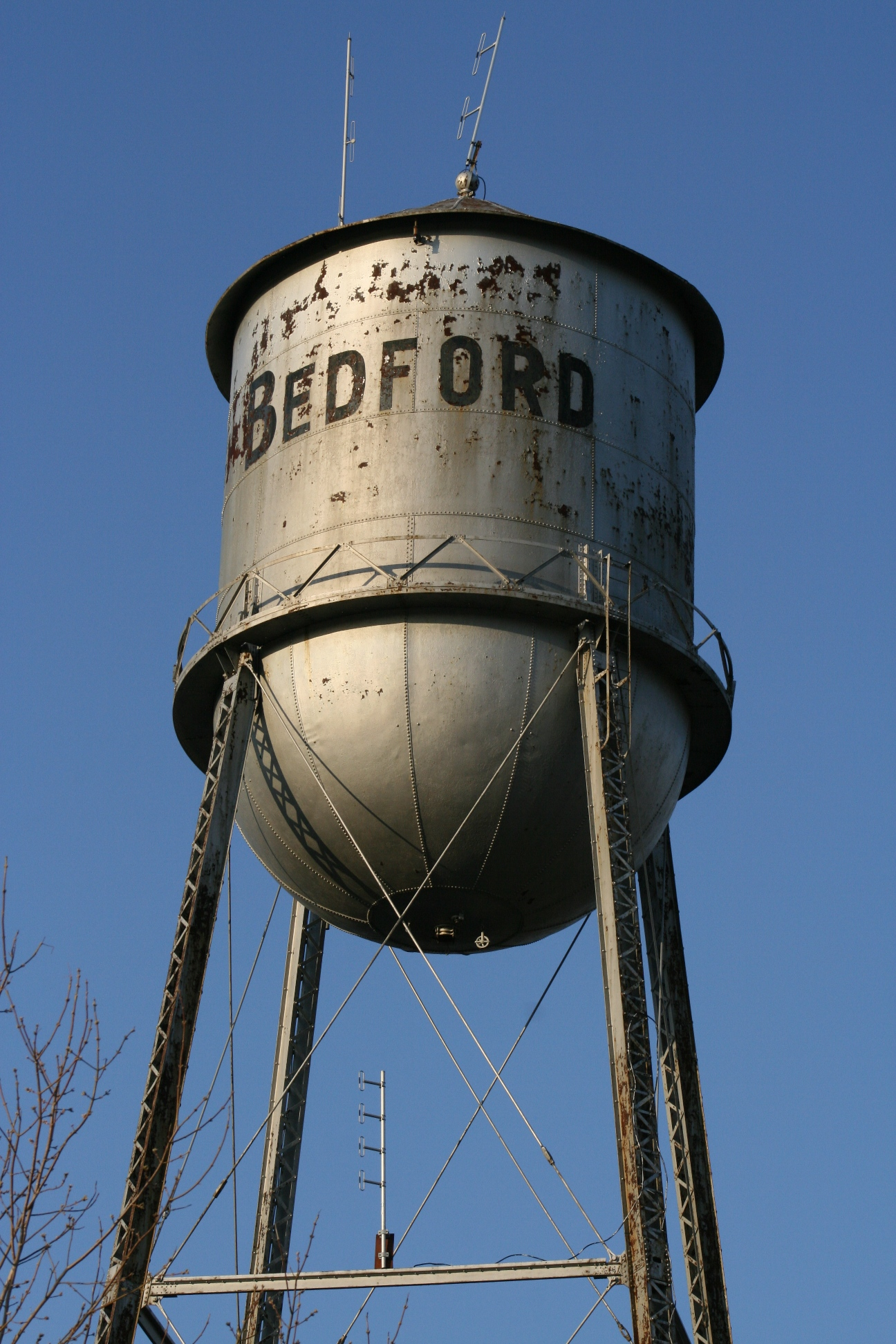
Le château d'eau de la ville.